# Кастиљоне а Казаурија
Кастиљоне а Казаурија (итал. Castiglione a Casauria) је насеље у Италији у округу Пескара, региону Абруцо.
Према процени из 2011. у насељу је живело 281 становника. Насеље се налази на надморској висини од 348 м.

## Становништво
| 1931. | 1936. | 1951. | 1961. | 1971. | 1981. | 1991. | 2001. | 2011. |
| ----- | ----- | ----- | ----- | ----- | ----- | ----- | ----- | ----- |
| 2.683 | 2.583 | 2.417 | 1.576 | 1.080 | 961   | 902   | 892   | 873   |